# Cúp bóng đá đoàn kết châu Á 2016
Cúp bóng đá đoàn kết châu Á 2016 là giải đấu lần đầu tiên và duy nhất của Cúp bóng đá đoàn kết châu Á, một giải đấu bóng đá khu vực châu Á dành cho các đội tuyển quốc gia có trình độ yếu. Vòng chung kết được tổ chức từ ngày 2 đến 15 tháng 11 năm 2016 ở Malaysia.
Giải đấu được Liên đoàn bóng đá châu Á tạo ra để thay thế cho AFC Challenge Cup được tổ chức lần cuối cùng vào năm 2014.
Tổng cộng có 9 đội đủ điều kiện để tham dự giải đấu này. Sáu đội đủ điều kiện để tham dự giải đấu sau khi thua ở vòng loại thứ nhất của vòng loại Giải vô địch bóng đá thế giới 2018/Cúp bóng đá châu Á 2019, trong khi ba đội còn lại đủ điều kiện để tham dự sau khi thua ở vòng 2 vòng loại play-off của vòng loại Cúp bóng đá châu Á 2019. Sau khi Pakistan và Bangladesh rút lui, chỉ có bảy đội tham dự giải đấu.

## Các đội lọt vào vòng chung kết
Sáu đội sau đây đủ điều kiện tham dự sau khi thua ở vòng loại thứ nhất của vòng loại Giải vô địch bóng đá thế giới 2018/Cúp bóng đá châu Á 2019:
- Brunei
- Ma Cao
- Mông Cổ
- Nepal
- Pakistan
- Sri Lanka

Ba đội sau đây đủ điều kiện tham dự sau khi thua ở vòng 2 vòng loại play-off của vòng loại Cúp bóng đá châu Á 2019:
- Thua vòng play-off 2.1:  Lào
- Thua vòng play-off 2.2:  Bangladesh
- Thua vòng play-off 2.3:  Đông Timor

## Địa điểm
Giải đấu được tổ chức tại Kuching, Malaysia, bao gồm Sân vận động Sarawak và Sân vận động Bang Sarawak.

## Bốc thăm
Lễ bốc thăm đã được tổ chức vào ngày 8 tháng 9 năm 2016 lúc 15:00 MST (UTC+8), tại tòa nhà AFC ở Kuala Lumpur, Malaysia.
Hạt giống này được dựa trên bảng xếp hạng thế giới FIFA của tháng 8 năm 2016. Khi lễ bốc thăm được tổ chức trước khi vòng 2 vòng loại play-off của vòng loại Cúp bóng đá châu Á 2019 diễn ra, danh tính của những đội thua ở vòng 2, cũng như số lượng đội sẽ tham gia giải đấu, không được tiết lộ tại thời điểm bốc thăm.
| Vượt qua vòng loại với tư cách                   | Nhóm   | Đội tuyển  | Bảng xếp hạng FIFA |
| ------------------------------------------------ | ------ | ---------- | ------------------ |
| Thua vòng loại thứ nhất của vòng loại Cúp châu Á | Nhóm 1 | Nepal      | 188                |
| Thua vòng loại thứ nhất của vòng loại Cúp châu Á | Nhóm 1 | Sri Lanka  | 193                |
| Thua vòng loại thứ nhất của vòng loại Cúp châu Á | Nhóm 2 | Pakistan   | 194                |
| Thua vòng loại thứ nhất của vòng loại Cúp châu Á | Nhóm 2 | Ma Cao     | 195                |
| Thua vòng loại thứ nhất của vòng loại Cúp châu Á | Nhóm 3 | Brunei     | 198                |
| Thua vòng loại thứ nhất của vòng loại Cúp châu Á | Nhóm 3 | Mông Cổ    | 202                |
| Thua Vòng 2 play-off vòng loại Cúp châu Á        | Nhóm 4 | Lào        | 177                |
| Thua Vòng 2 play-off vòng loại Cúp châu Á        | Nhóm 4 | Bangladesh | 183                |
| Thua Vòng 2 play-off vòng loại Cúp châu Á        | Nhóm 4 | Đông Timor | 186                |

Ghi chú
1. ↑  Pakistan rút lui sau khi bốc thăm.[8]
2. ↑  Vì Bhutan không thể hiện sự quan tâm đến việc tham gia giải đấu trước khi bốc thăm, để đảm bảo rằng cả hai bảng có tối thiểu bốn đội, đội thua vòng play-off 2.2 được chỉ định vào vị trí 5 trong Bảng A.[7] Bangladesh rút lui sau khi thua ở vòng play-off.[4]

## Đội hình
Mỗi đội tuyển phải đăng ký một đội hình với tối thiểu 18 cầu thủ và tối đa 23 cầu thủ, 3 cầu thủ trong số đó phải là thủ môn.

## Vòng bảng
Định dạng của giải đấu sẽ thay đổi tùy theo số lượng đội đồng ý tham dự giải đấu. Nếu chín đội tham gia, hai đội nhất bảng sẽ tiến vào trận chung kết. Nếu chỉ có tám đội tham gia, hai đội nhất bảng và hai đội nhì bảng sẽ tiến vào vòng bán kết. Vì cuối cùng chỉ có bảy đội tham dự, hai đội đứng đầu của mỗi bảng đã tiến vào vòng bán kết.

### Các tiêu chí
Các đội được xếp hạng theo điểm (3 điểm cho đội thắng, 1 điểm cho đội hòa, 0 điểm cho đội thua), và nếu được bắt buộc trên điểm, các tiêu chuẩn tiêu chí sau đây được áp dụng, theo thứ tự cho trước, để xác định thứ hạng:
1. Điểm trong các trận đấu đối đầu giữa các đội bắt buộc;
2. Hiệu số bàn thắng thua trong các trận đấu đối đầu giữa các đội bắt buộc;
3. Tỷ số trong các trận đấu đối đầu giữa các đội bắt buộc;
4. Nếu nhiều hơn hai đội được bắt buộc, và sau khi đang áp dụng tất cả các tiêu chí đối đầu ở trên, một tập hợp nhỏ của các đội vẫn còn được bắt buộc, tất cả các tiêu chí đối đầu ở trên được áp dụng riêng cho tập hợp nhỏ này của các đội;
5. Hiệu số bàn thắng trong tất cả các trận đấu bảng;
6. Tỷ số trong tất cả các trận đấu bảng;
7. Sút đá luân lưu nếu chỉ có hai đội được bắt buộc và họ gặp nhau trong vòng cuối cùng của bảng;
8. Điểm fair-play (thẻ vàng = -1 điểm, thẻ đỏ gián tiếp = -3 điểm, thẻ đỏ trực tiếp = -3 điểm, thẻ vàng tiếp theo là thẻ đỏ trực tiếp = -4 điểm);
9. Bốc thăm.

Tất cả các thời gian đều theo giờ địa phương, MST (UTC+8).

### Bảng A
| VT | Đội        | ST | T | H | B | BT | BB | HS | Đ | Giành quyền tham dự                     |
| -- | ---------- | -- | - | - | - | -- | -- | -- | - | --------------------------------------- |
| 1  | Nepal      | 2  | 1 | 1 | 0 | 3  | 0  | +3 | 4 | Giành quyền vào vòng đấu loại trực tiếp |
| 2  | Brunei     | 2  | 1 | 0 | 1 | 4  | 3  | +1 | 3 | Giành quyền vào vòng đấu loại trực tiếp |
| 3  | Đông Timor | 2  | 0 | 1 | 1 | 0  | 4  | −4 | 1 |                                         |
| 4  | Bangladesh | 0  | 0 | 0 | 0 | 0  | 0  | 0  | 0 | Rút lui                                 |
| 5  | Pakistan   | 0  | 0 | 0 | 0 | 0  | 0  | 0  | 0 | Rút lui                                 |

| Brunei                                              | 4–0      | Đông Timor |
| --------------------------------------------------- | -------- | ---------- |
| Azwan A. 63', 69' · Shahrazen 71' (ph.đ.) · Adi 80' | Chi tiết |            |

| Đông Timor | 0–0      | Nepal |
| ---------- | -------- | ----- |
|            | Chi tiết |       |

| Nepal                                          | 3–0      | Brunei |
| ---------------------------------------------- | -------- | ------ |
| Nawayug 45+2' · Bharat 72' · Bimal 80' (ph.đ.) | Chi tiết |        |

### Bảng B
| VT | Đội       | ST | T | H | B | BT | BB | HS | Đ | Giành quyền tham dự                     |
| -- | --------- | -- | - | - | - | -- | -- | -- | - | --------------------------------------- |
| 1  | Ma Cao    | 3  | 2 | 1 | 0 | 7  | 3  | +4 | 7 | Giành quyền vào vòng đấu loại trực tiếp |
| 2  | Lào       | 3  | 2 | 0 | 1 | 6  | 5  | +1 | 6 | Giành quyền vào vòng đấu loại trực tiếp |
| 3  | Mông Cổ   | 3  | 1 | 0 | 2 | 3  | 5  | −2 | 3 |                                         |
| 4  | Sri Lanka | 3  | 0 | 1 | 2 | 2  | 5  | −3 | 1 |                                         |

| Sri Lanka    | 1–2      | Lào                        |
| ------------ | -------- | -------------------------- |
| Asikur 90+3' | Chi tiết | Moukda 58' · Khamphanh 83' |

| Ma Cao             | 2–1      | Mông Cổ      |
| ------------------ | -------- | ------------ |
| N. Torrão 14', 75' | Chi tiết | Tögöldör 29' |

| Lào          | 1–4      | Ma Cao                                                   |
| ------------ | -------- | -------------------------------------------------------- |
| Khamphanh 3' | Chi tiết | Lao Pak Kin 21' · Leong Ka Hang 67' · N. Torrão 79', 87' |

| Mông Cổ                            | 2–0      | Sri Lanka |
| ---------------------------------- | -------- | --------- |
| Nyam-Osor 50' (ph.đ.), 66' (ph.đ.) | Chi tiết |           |

| Sri Lanka  | 1–1      | Ma Cao            |
| ---------- | -------- | ----------------- |
| Kavindu 5' | Chi tiết | Choi Weng Hou 86' |

| Mông Cổ | 0–3      | Lào                                                    |
| ------- | -------- | ------------------------------------------------------ |
|         | Chi tiết | Sitthideth 7' (ph.đ.) · Khouanta 21' · Xaisongkham 83' |

## Vòng đấu loại trực tiếp
Trong vòng đấu loại trực tiếp, hiệp phụ và loạt sút luân lưu được sử dụng để quyết định đội thắng nếu cần thiết.

### Sơ đồ
|  | Bán kết                                 | Bán kết |                                    |       | Chung kết | Chung kết |
|  |                                         |         |                                    |       |           |           |
|  | 12 tháng 11 – Sân vận động Bang Sarawak |         |                                    |       |           |           |
|  |                                         |         |                                    |       |           |           |
|  | Nepal (p.đ.)                            | 2 (3)   |                                    |       |           |           |
|  | Nepal (p.đ.)                            | 2 (3)   | 15 tháng 11 – Sân vận động Sarawak |       |           |           |
|  | Lào                                     | 2 (0)   |                                    |       |           |           |
|  | Lào                                     | 2 (0)   | Nepal                              | 1     |           |           |
|  | 12 tháng 11 – Sân vận động Sarawak      |         | Nepal                              | 1     |           |           |
|  |                                         | Ma Cao  | 0                                  |       |           |           |
|  | Ma Cao (p.đ.)                           | Ma Cao  | 0                                  | 1 (4) |           |           |
|  | Ma Cao (p.đ.)                           |         |                                    | 1 (4) |           |           |
|  | Brunei                                  | 1 (3)   |                                    |       |           |           |
|  | Brunei                                  | 1 (3)   | Tranh hạng ba                      |       |           |           |
|  |                                         |         |                                    |       |           |           |
|  | 14 tháng 11 – Sân vận động Sarawak      |         |                                    |       |           |           |
|  |                                         |         |                                    |       |           |           |
|  | Lào                                     | 3       |                                    |       |           |           |
|  | Lào                                     | 3       |                                    |       |           |           |
|  | Brunei                                  | 2       |                                    |       |           |           |

### Bán kết
| Nepal                   | 2–2 (s.h.p.) | Lào                                  |
| ----------------------- | ------------ | ------------------------------------ |
| Bimal 47' · Ananta 104' | Chi tiết     | Xaisongkham 18', 117'                |
| Loạt sút luân lưu       |              |                                      |
| Heman · Bikram · Sujal  | 3–0          | Bounlien · Sitthideth · Chanthaphone |

| Ma Cao                                           | 1–1 (s.h.p.) | Brunei                                         |
| ------------------------------------------------ | ------------ | ---------------------------------------------- |
| Leong Ka Hang 59'                                | Chi tiết     | Shahrazen 27'                                  |
| Loạt sút luân lưu                                |              |                                                |
| N. Torrão · Leong Ka Hang · Chan Man · Sio Ka Un | 4–3          | Faiq · Shahrazen · Rosmin · Azwan S. · Maududi |

### Tranh hạng ba
| Lào                                                 | 3–2      | Brunei             |
| --------------------------------------------------- | -------- | ------------------ |
| Keoviengpheth 5' · Sitthideth 53' · Xaisongkham 82' | Chi tiết | Shahrazen 24', 55' |

### Chung kết
| Nepal     | 1–0      | Ma Cao |
| --------- | -------- | ------ |
| Sujal 29' | Chi tiết |        |

Do sự rút lui của Guam và án cấm của Kuwait, AFC đã quyết định mời cả Nepal và Ma Cao, hai đội đứng đầu của AFC Solidarity Cup 2016, tham dự vòng loại Cúp bóng đá châu Á 2019 để thay thế, đồng thời đảm bảo có đủ 24 đội tuyển tại vòng ba của giải đấu.

## Vô địch
| AFC Solidarity Cup |
| ------------------ |
| Nepal Lần thứ nhất |

## Giải thưởng
Các giải thưởng sau đây đã được trao khi kết thúc giải đấu:
| Vua phá lưới    | Cầu thủ xuất sắc nhất | Đội đoạt giải phong cách |
| --------------- | --------------------- | ------------------------ |
| Shah Razen Said | Leong Ka Hang         | Lào                      |

## Cầu thủ ghi bàn
4 bàn
- Shah Razen Said
- Xaisongkham Champathong
- Niki Torrão

2 bàn
- Azwan Ali Rahman
- Khamphanh Sonthanalay
- Sitthideth Khanthavong
- Leong Ka Hang
- Nyam-Osor Naranbold
- Bimal Gharti Magar

1 bàn
- Adi Said
- Keoviengpheth Lithideth
- Khouanta Sivongthong
- Moukda Souksavath
- Choi Weng Hou
- Lao Pak Kin
- Mönkh-Erdengiin Tögöldör
- Ananta Tamang
- Bharat Khawas
- Nawayug Shrestha
- Sujal Shrestha
- Asikur Rahuman
- Kavindu Ishan

Nguồn: the-afc.com 

## Bảng xếp hạng giải đấu
| XH                  | Đội        | Bg | ST | T | H | B | Đ  | BT | BB | HS |
| ------------------- | ---------- | -- | -- | - | - | - | -- | -- | -- | -- |
| 1                   | Nepal      | A  | 4  | 2 | 2 | 0 | 8  | 6  | 2  | +4 |
| 2                   | Ma Cao     | B  | 5  | 2 | 2 | 1 | 8  | 8  | 5  | +3 |
| 3                   | Lào        | B  | 5  | 3 | 1 | 1 | 10 | 11 | 9  | +2 |
| 4                   | Brunei     | A  | 4  | 1 | 1 | 2 | 4  | 7  | 7  | 0  |
| Bị loại ở vòng bảng |            |    |    |   |   |   |    |    |    |    |
| 5                   | Mông Cổ    | B  | 3  | 1 | 0 | 2 | 3  | 3  | 5  | -2 |
| 6                   | Đông Timor | A  | 2  | 0 | 1 | 1 | 1  | 0  | 4  | -4 |
| 7                   | Sri Lanka  | B  | 3  | 0 | 1 | 2 | 1  | 3  | 5  | -2 |